# Amr Fahim
Amr Fahim (in arabo عمرو فهيم‎?; Il Cairo, 4 ottobre 1976) è un ex calciatore egiziano, di ruolo difensore.

## Carriera

### Club
Ha sempre militato nel campionato egiziano, vincendolo 2 volte.

### Nazionale
Con la maglia della Nazionale egiziana ha conquistato per la Coppa d'Africa nel 1998.

## Palmarès

### Club

#### Competizioni nazionali
- Campionato egiziano: 2

Zamalek: 2000-01
Ismaily: 2001-02
- Coppa d'Egitto: 3

Zamalek: 2000-01
ENNPI Club: 2004-05, 2010-11
- Supercoppa d'Egitto: 1

Zamalek: 2001

### Nazionale
- Coppa d'Africa: 1

1998